# The Sims 2: Apartment Life
The Sims 2: Apartment Life — восьме і останнє доповнення для відеогри 2004 року жанру симулятору життя «The Sims 2». В Північній Америці вийшло 25 серпня 2008, в Австралії — 28 серпня 2008, в ЄС — 29 серпня 2008. Доповнення додає до основної гри можливість проживання в квартирах та магію.

## Геймплей
Доповнення «The Sims 2: Apartment Life» додає новий район під назвою Бухта Белладонни (англ. Belladonna Cove), який був створений під натхненням від Нью-Йорку. В новому районі представлено багато багатоповерхівок із квартирами, також присутні і звичайні приватні будинки. В одному квартирному будинку може проживати до чотирьох родин.

### Нові функції
Додалось багато функцій у спілкуванні між сімами. Наприклад: стрибати на скакалці, танцювати романтичні танці, грати з малюками тощо.

### Відьми і чаклуни
Доповнення дає сімам можливість стати відьмою або чаклуном. Вони бувають п'ятьох категорій: дуже добрі, добрі, нейтральні, злі і жахливо злі. Стати відьмою або чаклуном можна після того як сім подружиться з відьмою відповідної категорії. Відьми можуть літати на мітлах і містифікувати в чарівних казанах. Якщо сім стане нейтральною відьмою/чаклуном, то зможе за допомогою чарівної книги вибрати іншу категорію. Добрі, нейтральні та злі відьми мають різні заклинання. Також для відьм відкрито таємний лот.

### Нові об'єкти
Доповнення додає нові об'єкти для урбаністичного життя: дитячий майданчик, торгові автомати, доріжку для брейк-денсу тощо. В будівництві додались спіральні сходи, шафи вбудовані в стіну, вентилятори, труби, нові вікна, двері. З'явилися численні нові об'єкти та одяг. Також доданий вертоліт і вертолітна доріжка.

### Нові NPC
З'явились нові NPC: дворецький, власник квартир, спів-житель і сусіди.

### Лічильник репутації
Тепер у кожного сіма є свій лічильник репутації. Він показує наскільки сім є популярним.

### Уміння життя
Сім може вивчити різні уміння життя. Такими уміннями є: щасливе життя, безпека пожеж, щасливий шлюб, керування люттю, догляд за малюками і фізіологія.

### Тварини у квартирах
Доповнення «The Sims 2: Apartment Life» додає до гри маленьку декоративну собачку та спектральну кішку. Собачка може жити лише у загончику. З нею представлено небагато функцій, тому вона скоріше нагадує морську свинку чи папугу.

### Сусіди по кімнаті
Якщо сім живе в квартирі, то до нього/неї можна підсилити спів-жителя. Спів-жителями не можна керувати, вони живуть за власною свободою волі. Вони можуть приводити своїх друзів, смітити, готувати їжу.

## Рецензії
| Агрегатор    | Оцінка |
| ------------ | ------ |
| GameRankings | 81%    |
| Metacritic   | 75 %   |

| Видання  | Оцінка |
| -------- | ------ |
| 1Up.com  | B+     |
| GameZone | 7.2/10 |
| IGN      | 7.7/10 |

В середньому доповнення отримало позитивні рецензії. Агрегатор Metacritic оцінив гру у 75 %, GameRankings — у 81 %.

## Саундтреки
- «This Is Not a Test» — Shock of Pleasure
- «Brainless» — Sunny Day Sets Fire
- «Good Day» — Tally Hall
- «Come My Sunshine» — The Comas
- «Divebomb» — The Whip
- «Not A Love Song» — Uh Huh Her
- «On & On» — Vanilla Sky
- «Can't Believe My Eyes» — Wainwright
- «Hot N Cold» — Кеті Перрі
- «Sweet About Me» — Габріелла Чілмі
- «Mozdulj Mar (Mondulo Mar)» — Lola
- «All Around Me» — Flyleaf
- «Battle Royale» — Does it Offend You, Yeah?